# The American Conservative
The American Conservative je americký konzervativní čtrnáctideník, který v roce 2002 spoluzakládali Scott McConnell, Pat Buchanan a Taki Theodoracopulos.
Šéfredaktorem časopisu je Scott McConnell a jeho vydavatelem Ron Unz. The American Conservative reprezentuje tradiční americké konzervativce, kteří stáli v opozici vůči Bushově administrativě a její intervencionistické zahraniční politice. Mezi autory patří též konzervativní liberariáni.